# Takayuki Hirao
Takayuki Hirao (平尾 隆之 Hirao Takayuki?) es un director y guionista gráfico de anime japonés, conocido sobre todo por su trabajo con el estudio Ufotable. 
Es en particular el director de todas las secuencias animadas y de la adaptación a serie animada de los juegos God Eater, la quinta entrega de la serie de películas Kara no Kyōkai y las adaptaciones animadas del manga Gyo en 2012 y Eiga Daisuki Pompo-san en 2021.

## Biografía

### Comienzos en la animación
Takayuki Hirao es originario del antiguo pueblo de Tsuda, ahora parte de la ciudad de Sanuki en la Prefectura de Kagawa. Representó este pueblo en su cortometraje de 2011, Sakura no Ondo, escrito y dirigido por él mismo.
Se graduó en el Osaka Designers' College, en la promoción de 1999 del departamento de animación. Comenzó su carrera en la animación poco después uniéndose al estudio Madhouse como productor en 1999, y entre otras, participó en la producción de la película Millennium Actress en 2002. Sus primeros pasos como director fueron en el episodio 21 de la serie Texhnolyze, en 2003.
Aunque estaba ocupado y apasionado por su papel de productor, empezó a sentirse frustrado al ver que sus compañeros avanzaban poco a poco hacia puestos de dirección. Después de su primera experiencia como director, rechazó oportunidades como productor para continuar dirigiendo, gracias al apoyo de Satoshi Kon, quien le permitió dirigir episodios de su serie Paranoia Agent.

### Periodo en Ufotable y salida del estudio
Tras su salida de Madhouse y su ingreso al estudio Ufotable, Takayuki Hirao dirigió en 2008 su primera obra como director: Kara no Kyōkai: Paradox Spiral, la quinta entrega de la serie de películas Kara no Kyōkai.
En 2011, Takayuki Hirao concibió, escribió, dirigió y realizó el guion gráfico él solo para el cortometraje Sakura no Ondo, un hábito que mantendría en todas sus películas posteriores, añadiendo incluso el papel de director de sonido a partir de Majokko Shimai no Yoyo to Nene en 2013.
Desde 2014, Takayuki Hirao escribe junto a su amigo Tetsurō Araki, también director de anime, una columna recurrente titulada Bariuta no Ai wo shiritai!! en la revista mensual Animage.
En 2015, Takayuki Hirao fue el encargado de dirigir la adaptación animada de la serie basada en el videojuego God Eater de Bandai Namco. Fiel a su perfeccionismo, Hirao decidió asumir nuevamente en solitario la escritura de los guiones, guiones gráficos y efectos sonoros de los episodios, además de su papel como director general. Sin embargo, este método de trabajo terminó en su contra, provocando retrasos y desajustes en la emisión, lo que afectó negativamente el ritmo de producción de la serie. Tras este revés, Hirao dejó el estudio Ufotable en 2016 y ha trabajado desde entonces como director autónomo.
Marcado por este fracaso, Takayuki Hirao regresó a la animación de la mano de Tetsurō Araki, quien le permitió dirigir algunos episodios de Kōtetsujō no Kabaneri y ciertas escenas de Shingeki no Kyojin en Wit Studio, mientras aún se encontraba buscando un nuevo trabajo.

### Carrera como autónomo
En 2019, Takayuki Hirao produjo su primera obra no animada al escribir la novela ligera Nokemono Ōji to Bakemono Hime, publicada por la editorial Fujimi Shobō.
Takayuki Hirao regresó a la dirección en 2021 con la película Eiga Daisuki Pompo-san, que realizó gracias a la ayuda de un antiguo productor de Bandai Namco. Fue él quien contactó a este productor, la persona detrás del proyecto transmédia God Eater, que había sido el motivo por el que Hirao dejó Ufotable. También trajo para esta película a un productor que había conocido en Madhouse, Ryōichirō Matsuo, quien, mientras tanto, había fundado el estudio CLAP, donde se producirá la película, así como diversas producciones posteriores de Hirao.La película se estrenó primero en Francia en 2023 bajo el nombre de Coming Soon, durante un lanzamiento limitado en cines, antes de volver a estrenarse con el nombre internacional en inglés en julio de 2024.
En 2023, anunció que estaba trabajando en una nueva película con un guion original, manteniendo al mismo equipo que en Coming Soon, en el estudio CLAP. La película tiene el nombre en clave Wasted Chef y no se ha anunciado una fecha de estreno prevista.

## Estilo e influencias
Hirao menciona regularmente su tendencia a crear obras con el tema de una minoría que se rebela contra una mayoría, el "pequeño que se venga del grande". Considera que este aspecto se ha acentuado desde que trabaja como autónomo, pero su intención es transmitirlo de manera accesible a esa mayoría, tanto en el tono como en el estilo. Él mismo se considera haber sido "salvado" por obras en las que personajes marginales de la sociedad toman su revancha contra ella, como las películas Patlabor o Fushigi no Umi no Nadia, así como el manga Akira.
Se le considera uno de los representantes y una de las mentes creativas de una era vanguardista e incluso "subversiva" del estudio Ufotable en los años 2000, así como de su transición hacia un estudio moderno y a la vanguardia en efectos visuales en los años 2010, así como un director que utiliza la narrativa no lineal y los efectos de montaje en sus películas, influenciado por su trabajo con Satoshi Kon, y por directores occidentales como Martin Scorsese, Danny Boyle y George Romero. Hirao también es visto como un artista ambicioso, a veces en exceso, como lo mostró su fracaso con God Eater; un aspecto que él mismo mencionará en Coming Soon algunos años más tarde.

## Trabajos

### Anime

#### Series de televisión
Destaca papeles con funciones de dirección de series.
| Año  | Título                         | Director(es)                  | Estudio                   | Funciones | Refs.         |
| ---- | ------------------------------ | ----------------------------- | ------------------------- | --- | ------------- |
| 2002 | Abenobashi Mahō☆Shōtengai      | Hiroyuki Yamaga               | Madhouse                  | Avance de producción Responsable de producción (#7) | [ 19 ]        |
| 2003 | Texhnolyze                     | Hiroshi Hamasaki              | Madhouse                  | Director (#OP) Producción de escenarios (#1-3, 5-9) Director de episodio (#21) Director de episodio asistente (#4) Guionista gráfico (#8, 14) Director de unidad (#OP)              | [ 20 ]        |
| 2004 | Paranoia Agent                 | Satoshi Kon                   | Madhouse                  | Director de unidad (#1) Director de unidad asistente (#7, 9-13) | [ 21 ]        |
| 2005 | Futakoi Alternative            | Takayuki Hirao Hikaru Kondō   | Ufotable Feel Studio Flag | Director jefe Director (#OP) Director de episodios (#1, 3, 7, 13; OP) Guionista gráfico (#1, 3, 7, 13; OP) Director de unidad (#OP) Animación clave (#5)                            | [ 22 ]        |
| 2006 | Coyote Ragtime Show            | Takuya Nonaka                 | Ufotable                  | Guionista gráfico (#10, 12) Animación clave (#4) | [ 23 ]        |
| 2006 | Death Note                     | Tetsurō Araki                 | Madhouse                  | Director de episodio (#36) | [ 24 ]        |
| 2007 | Gakuen Utopia Manabi Straight! | Team Manabibeya               | Ufotable                  | Director técnico Director de episodios (#1-2, 4-5, 11) Guionista gráfico (#2-9, 11-12; OP) Director de unidad (#OP) Animación clave (#1-3, 5, 11)                                   | [ 25 ]        |
| 2007 | Bokurano                       | Hiroyuki Morita               | Gonzo                     | Guionista gráfico (#16) | [ 26 ]        |
| 2007 | Shigurui                       | Hiroshi Hamasaki              | Madhouse                  | Guionista gráfico (#7) | [ 27 ]        |
| 2008 | Kurozuka                       | Tetsurō Araki                 | Madhouse                  | Director de episodio (#9) Guionista gráfico (#9) | [ 28 ]        |
| 2010 | Highschool of the Dead         | Tetsurō Araki                 | Madhouse                  | Guionista gráfico (#8) | [ 29 ]        |
| 2011 | Fate/Zero                      | Ei Aoki                       | Ufotable                  | Limpieza de guion gráfico (#8) | [ 30 ]        |
| 2015 | God Eater                      | Takayuki Hirao                | Ufotable                  | Director Director de sonido Guionista (Ufotable) (#1-2, 4-13) Director de episodios (#1, 13) Guionista gráfico (#1-13; OP, ED) Director de unidad (#OP) Letrista del tema de cierre | [ 31 ] [ 32 ] |
| 2016 | Kōtetsujō no Kabaneri          | Tetsurō Araki                 | Wit Studio                | Director de episodio (#12) Guionista gráfico (#9, 12) Cooperación de guion gráfico (#8, 10)                                                                                         | [ 33 ]        |
| 2017 | Onihei                         | Shigeyuki Miya                | Studio M2                 | Guionista gráfico (#11) | [ 34 ]        |
| 2017 | Shingeki no Kyojin: Season 2   | Tetsurō Araki Masashi Koizuka | Wit Studio                | Director de unidad (#32, 37) Guionista gráfico (#30, 32, 36) | [ 35 ]        |
| 2018 | Shingeki no Kyojin: Season 3   | Tetsurō Araki Masashi Koizuka | Wit Studio                | Guionista gráfico (#39) | [ 36 ]        |
| 2022 | Spy × Family Part 2            | Kazuhiro Furuhashi            | Wit Studio CloverWorks    | Supervisor de arte (#ED) Guion de color (#ED) Guionista gráfico (#ED) Director de unidad (#ED)                                                                                      | [ 37 ]        |

#### Películas
Destaca papeles con funciones de dirección de series.
| Año  | Título                                      | Director(es)      | Estudio  | Funciones                                                                                              | Refs.         |
| ---- | ------------------------------------------- | ----------------- | -------- | --- | ------------- |
| 2000 | Cardcaptor Sakura Movie 2: Fūin Sareta Card | Morio Asaka       | Madhouse | Coordinación de producción                                                                             | [ 38 ]        |
| 2002 | Millennium Actress                          | Satoshi Kon       | Madhouse | Avance de producción                                                                                   | [ 5 ] [ 39 ]  |
| 2008 | Kara no Kyōkai: Paradox Spiral              | Takayuki Hirao    | Ufotable | Director Guionista gráfico                                                                             | [ 40 ] [ 41 ] |
| 2009 | Kara no Kyōkai: A Study in Murder - Part 2  | Shinsuke Takizawa | Ufotable | Guionista gráfico Director de unidad Animación clave                                                   | [ 40 ] [ 41 ] |
| 2011 | Gyo                                         | Takayuki Hirao    | Ufotable | Director Guionista (Ufotable) Guionista gráfico Director de unidad                                     | [ 42 ] [ 43 ] |
| 2011 | Sakura no Ondo                              | Takayuki Hirao    | Ufotable | Director                                                                                               | [ 44 ]        |
| 2013 | Majokko Shimai no Yoyo to Nene              | Takayuki Hirao    | Ufotable | Director Director de sonido Guionista Guionista gráfico Director de unidad Letrista del tema de cierre | [ 45 ]        |
| 2021 | Eiga Daisuki Pompo-san                      | Takayuki Hirao    | CLAP     | Director Director de sonido Guionista Guionista gráfico Supervisor de arte                             | [ 46 ] [ 47 ] |
| —    | Wasted Chef                                 | Takayuki Hirao    | CLAP     | Director                                                                                               | [ 48 ] [ 49 ] |

#### Especiales
Destaca papeles con funciones de dirección de series.
| Año  | Título                                                                  | Director(es)    | Estudio  | Funciones                                                 | Refs.  |
| ---- | ----------------------------------------------------------------------- | --------------- | -------- | --------------------------------------------------------- | ------ |
| 2007 | Gakuen Utopia Manabi Straight!: Natsu da! Manabi da! Kyōka Gasshuku da! | Team Manabibeya | Ufotable | Director técnico Guionista gráfico                        | [ 50 ] |
| 2009 | God Eater Prologue                                                      | Takayuki Hirao  | Ufotable | Director Guionista Director de episodio Guionista gráfico | [ 51 ] |

### Videos musicales
Destaca papeles con funciones de dirección de series.
| Año  | Título        | Director(es)   | Estudio | Funciones                                                                                         | Refs.  |
| ---- | ------------- | -------------- | ------- | ------------------------------------------------------------------------------------------------- | ------ |
| 2021 | Mado wo Akete | Takayuki Hirao | CLAP    | Director Director de arte (supervisión) Director de episodio Guionista gráfico Efectos especiales | [ 52 ] |